# Dan Miller (musicien)
Pour les articles homonymes, voir Dan Miller et Miller.
Dan Miller est un musicien américain né le 3 octobre 1967 à Rochester, New York. Il est actuellement guitariste au sein du groupe They Might Be Giants depuis 1999, et joue quelquefois du clavier. Entre 1997 et 2000, il fait également partie du projet Mono Puff de John Flansburgh. Durant les années 1990, Dan Miller a joué avec les groupes Edith O et Lincoln.